# Římskokatolická farnost Moutnice
Římskokatolická farnost Moutnice je územní společenství římských katolíků s farním kostelem svatého Jiljí v děkanství šlapanickém. Farnost tvoří obce Moutnice a Nesvačilka.

## Historie farnosti
Poprvé je kostel svatého Jiljí v Moutnicích připomínán v roce 1298, konkrétně v listině krále Václava II. ze dne 3. června, kterou udělil patronát moutnické fary klášteru dominikánek u sv. Anny na Starém Brně. Na svátek sv. Filipa a Jakuba roku 1520 odstoupil klášter dominikánek podací právo moutnické fary i s desátky klášteru dominikánů v Brně. Moutnice zůstaly v držení kláštera dominikánek až do jeho zrušení 2. května 1782. Poté patřily až do roku 1824 k fondu erárnímu do Blažovic a od roku 1824 k panství kloboucko-šitbořickému, které koupili bratři August a Ignác rytíři Neuwallové. Roku 1842 byla lokální moutnická kuracie povýšena na faru.
Jádro kostela je pozdně románské. Ve druhé polovině 14. století byl goticky upraven, bylo postaveno nové kněžiště a také věž na jižní straně lodi, která byla nově vystavena v roce 1708. Sakristie byla zřejmě přistavěna v roce 1697. K výrazným úpravám došlo v roce 1867, kdy byl kostel zvětšen vybudováním nového krátkého trojlodí.
K farnosti Moutnice byly v minulosti přifařeny tyto obce a dvory:
- Rozářín (od 1784 do 1951)
- Nesvačilka (od 1784 do současnosti k roku 2024)
- Těšany (od 1784 do 1918, poté expozitura do roku 1980, pak do 2018)
- Jalovisko (od 1784 do 1918)
- Mařín (od 1784 do 1918)
- Dolní Čeňkovice [Čenkovice nebo Šinkvice] (zaniklá obec nedaleko Šaratic a Otnic) (od 1784 do 1918)
- Horní Čeňkovice [Čenkovice nebo Šinkvice] (dnes statek známý jako Šinkvice) (od 1784 do 1918)
- Hastrmánek (bývalý vodní mlýn) (od 1784 do 1918)

- Excurrendo
  - Žatčany (od 1978 do 1992)[2]
  - Blučina a Měnín (od 1993 do 1999)
  - Telnice (od 1997 do 1998)
  - výpomoc v Nikolčicích a Divákách od 1998 v době nemoci tamějšího faráře P. Karla Macha

Lidové misie se ve farnosti konaly v letech 1873, 1913, 1915, 1919, 1921, 1922, 1932, 1937 a 2012.
Kaple Panny Marie Bolestné v Nesvačilce byla vysvěcena za zpěvu Svatováclavského chorálu v den Svátku Panny Marie Prostřednice všech milostí 8. května 2024 brněnským světícím biskupem Pavlem Konzbulem. Do oltářní menzy byly před pomazáním vloženy ostatky knížete sv. Václava a sv. Jana Nepomuckého.

## Duchovní správci
| Jméno duchovního správce                | Působení ve farnosti          | Poznámky |
| --------------------------------------- | ----------------------------- | --- |
| P. Sydlín                               | zmínka r. 1324                | První známý duchovní v Moutnicích. |
| P. Jan                                  | zmínka r. 1363                | Zmíněn na listině z r. 1363 v archivu kapitoly olomoucké. |
| P. Michael                              | zmínka r. 1365                | Michael z Moutnic je uváděn v souvislosti s herburským klášterem. Předpokládá se, že to byl moutnický farář. |
| P. Jaroš                                | zmínka r. 1560                | |
| P. Stanislav                            |                               | |
| P. Štěpán                               | zmínka r. 1585                | Zemřel v Moutnicích. |
| Adam ze Mstova                          | zmínka r. 1595 a r. 1596      | pastor |
| Mikuláš Ditrich                         | před rokem 1620               | Pastor. Okolo roku 1612 katolíci pro nedostatek kněží přinášeli děti do Rajhradu. |
| moutnická farnost spadala pod Šitbořice | 1632–1784                     | Působili zde např. P. Dominik de Firmo O.P., P. Václav Pokorný, P. Matouš Lendenhammer, P. Jan Markus a P. Kornel Svoboda O.P., oba toho času kooperátoři v Šitbořicích.                                                                           |
| P. Ludvík Pettlach (Pettlak) O.P        | 1752                          | Kazatel v Moutnicích |
| P. Dominik Viktorín O.P                 | 1761                          | Kazatel v Moutnicích |
| P. Bruno Pražák O.P                     | 1. 1. 1785 – 8. 5. 1789       | První kurát v Moutnicích, rodák z Nymburku. |
| P. Mansuetus Kindl OFMcap               | 1786–1790                     | Kooperátor v Moutnicích. |
| P. František (Ludvík) Grim OFMcap       | 22. 7. 1789 – 1809            | Po Moutnicích působil v Křepicích. |
| P. Jakub Hollan                         | 1791                          | Kooperátor v Moutnicích. |
| P. František Vašíček                    | 1792                          | Kooperátor v Moutnicích. |
| P. František Kříž                       | 1793                          | Kooperátor v Moutnicích |
| P. Jakub Procházka                      | 1810 – srpen 1814             | Do Moutnic přišel z Bradlného, poté přeložen do Žebětína. |
| P. František Malík                      | 1814                          | Dočasný zástup v Moutnicích. Farář v Rožné. |
| P. Valentin Müller                      | 1814–1823                     | Jako kaplan působil v zábrdovické nemocnici a po působení v Moutnicích se stal duchovním správcem v brněnské trestnici na Špilberku. |
| P. Antonín Abzug                        | květen 1823 – 1832            | Před tím působil v Bohůňově.[kde?] Během jeho služby v Moutnicích dne 30. srpna 1829 shořela farní a školní střecha. V červnu roku 1831 se stal dočasným administrátorem k nemocnému faráři Antonínu Matěnovi v Šitbořicích.                       |
| P. Jan Picka                            | 1829 – 1831                   | Kooperátor v Moutnicích. |
| P. Ignác Ševčík OSB                     | 1831                          | Administrátor, rajhradský benediktýn. |
| P. Jan Pokorný                          | 1832–1833                     | Kooperátor v Moutnicích. |
| P. František Früh                       | 19. 2. 1832 – listopad 1840   | Kaplan v Židlochovicích, po působení v Moutnicích povolán zpět do Židlochovic. |
| P. František Kletzl                     | 1834–1835                     | Kooperátor v Moutnicích. |
| P. František Foretnik                   | 1835                          | Kooperátor v Moutnicích, později misionářem v Antilách |
| P. Karel Drobný                         | 1836–1839                     | Kooperátor v Moutnicích. |
| P. Eduard Hašek                         | 1839–1841                     | Kooperátor v Moutnicích. |
| P. Kašpar Veliš                         | 1841–1842                     | Kooperátor v Moutnicích. |
| P. Matouš Beyl                          | 1. 1. 1841 – březen 1849      | Byl kooperátorem v Šitbořicích. Stal se prvním moutnickým farářem, neboť za jeho působení byla lokální kuracie moutnická roku 1842 povýšena na faru.                                                                                               |
| P. Juraj Slota Rájecký                  | 1842–1845                     | Kooperátor v Moutnicích. Během svého pobytu v Moutnicích popsal vzhled mužského moutnického kroje. |
| P. Pius Lipka                           | 1845–1848                     | Kooperátor v Moutnicích. |
| P. Jan Vogt                             | 1848–1849                     | Kooperátor v Moutnicích. |
| P. Jan Netter                           | březen 1849 – 1. března 1852  | Též farářem v Šardicích. |
| P. Albert Sova                          | 1849–1850                     | Kooperátor v Moutnicích. |
| P. Jan Budinský                         | 1. 3. 1852 – 31. 12. 1857     | Býval kaplanem u Sv. Jakuba v Brně. |
| P. František Bystřický                  | 1850–1853                     | Kooperátor v Moutnicích. |
| P. Bedřich Geissler                     | 1852                          | Kaplan v Moutnicích. Spirituál kněžského semináře v Brně. |
| P. František Čiháček                    | 1854–1856                     | Kooperátor v Moutnicích. |
| P. František Mlčoch                     | 1856–1857                     | Kooperátor v Moutnicích. |
| P. Antonín Vogt                         | 1857                          | Kooperátor v Moutnicích. |
| P. Jan Doležal                          | srpen - září 1858             | Kooperátor v Moutnicích. |
| P. Antonín Šimeček                      | 1. 4. 1858 – 1872             | Nejprve administrátor, poté zdejší farář. Za jeho působení byl r. 1867 rozšířen kostel sv. Jiljí. Roku 1872 byl postižen choromyslností. |
| P. Jakub Kapusta                        | 1859                          | Kooperátor v Moutnicích. Děkan brněnské stoliční kapituly v letech 1910–1920. |
| P. Josef Beránek                        | 1871                          | Kooperátor v Moutnicích. |
| P. Václav Kosmák                        | duben 1872 – prosinec 1877    | Během této doby zde Kosmák vytvořil básně i pro jeho tvorbu charakterističtější povídky. V Moutnicích též překládal ruské a polské verše, otištěné roku 1874 ve výboru Slovanská poezie. V této době začal psát svá kukátka, kterými se proslavil. |
| P. František Knittl                     | prosinec 1877 – květen 1878   | Administrátor v Moutnicích, deficient v Králově Poli 1876–1918. |
| P. František Jančík                     | červen 1878 – 29. 7. 1918     | Nejdéle působící kněz v Moutnicích. Sloužil zde 40 let. |
| P. Antonín Lujka                        | 1891–1892                     | Kooperátor v Moutnicích. |
| P. Josef Tobolka                        | 1892                          | Kooperátor v Moutnicích. |
| P. Jan Dvořák                           | 1893                          | Kooperátor v Moutnicích. |
| P. Jan Kristen                          | 1893 - 1895                   | Kooperátor v Moutnicích. |
| P. Alois Vojanec                        | 1895–1898                     | Kooperátor v Moutnicích. |
| P. Jan Nekula                           | 1898–1904                     | Kooperátor v Moutnicích. |
| P. Karel Dostál                         | 1907– ?                       | Kooperátor v Moutnicích. |
| P. Viktor Mastný                        | červenec 1918 – prosinec 1918 | Kooperátor v Náměšti nad Oslavou, farář ve Zhoři. |
| P. Cyril Soušek                         | leden 1919 – 1936             | Kooperátor v Milonicích, pak ve Starči, pak v Lukově.[kde?] |
| P. Josef Kamínek                        | 1936                          | Administrátor v Moutnicích. |
| P. Alois Vaněk                          | 1936 – 14. 7. 1945            | Byl kaplanem v Moutnicích v letech 1907–1916. Přišel z Těšan, s moutnickými prožil 2. svět. válku a 14. července 1945 v Moutnicích zemřel. |
| P. Alois Šťáva                          | 1945                          | Administrátor v Moutnicích |
| P. František Marek                      | listopad 1945 - únor 1946     | Administrátor v Moutnicích |
| P. Jan Klíma                            | 13. 2. 1946 – listopad 1977   | |
| P. Otmar Kaplan                         | 19. 1. 1978 – 16. 11. 1982    | |
| P. Pavel Buchta                         | 1982                          | Bohoslovec na praxi v Moutnicích |
| Mons. Jan Peňáz                         | 1982 – 25. 5. 1990            | |
| P. Pavel Haluza                         | květen 1990 – srpen 1990      | Působil v Moutnicích velmi krátce. Působil rovněž v Žebětíně a Vrbici. Kvůli nemoci přebývá u Sester Těšitelek v Rajhradě. |
| P. Jiří Landa                           | 1990–1997                     | Ke sklonku života působil jako výpomocný duchovní v Brně-Králově Poli. |
| P. František Koukal                     | 1997 – 1. 8. 2007             | |
| P. Łukasz Andrzej Szendzielorz          | 1999                          | Kaplan v Moutnicích. |
| P. Pavel Fatěna                         | 1999                          | Bohoslovec na praxi v Moutnicích. |
| P. Miroslav Slavíček                    | 1999                          | Bohoslovec na praxi v Moutnicích |
| P. Pavel Pacner                         | 1999                          | Bohoslovec na praxi v Moutnicích |
| P. René Strouhal                        | 1. 8. 2007 - současnost       | 2007–2010 administrátor, od 1. 9. 2010 farář |

## Bohoslužby
| Kostel                     | Místo      | Bohoslužba (den)                           | Hodina                                | Poznámka     |
| -------------------------- | ---------- | ------------------------------------------ | ------------------------------------- | ------------ |
| kostel svatého Jiljí       | Moutnice   | neděle pondělí středa čtvrtek pátek sobota | 10:30 18.00 18.00 s nedělní platností | farní kostel |
| kaple Panny Marie Bolestné | Nesvačilka | neděle                                     | 9.00                                  | kaple        |

## Aktivity ve farnosti
Farnost se každoročně účastní akce Tříkrálová sbírka, Noc kostelů a Den architektury.
Na 3. březen připadá Den vzájemných modliteb farností za bohoslovce a bohoslovců za farnosti brněnské diecéze. Adorační den se koná 11. dubna.